# 재키 샌들러
재키 샌들러(Jackie Sandler, 1974년 9월 24일 ~ )는 미국의 배우이다. 배우 아담 샌들러의 아내이다.

## 출연 작품
- 리틀 니키
- 넌 실수였어 - 제스 역
- 내 성인식에 절대 오지 마! - 개비 로드리게즈 캐츠 역